# 南澳县
南澳县是中国广东省汕头市下辖的一个县，也是广东省唯一的海岛县，由南澳岛及周边35个岛屿组成，位于粤、闽二省交界海面，有“潮汕屏障、闽粤咽喉”之称。目前，南澳县常住人口不足7万，是广东省人口最少的县级行政区，縣政府駐后宅镇隆澳大街。2013年，南澳县入选首批国家级海洋生态文明建设示范区。

## 建置沿革
古为百越地，秦、汉时期为南海郡揭阳县地，隋大业十三年（617年）起属海阳县。明万历三年（1575年），福建巡抚和两广总督联奏朝廷，建议驻兵镇守南澳，朝廷颁设“协守漳潮等处地方专驻南澳副总兵”，分属粤、闽两省，受二省之制，又制二省之兵，以深澳和云澳交界山脊上的“雄镇关”为界，深澳、隆澳属广东潮州府，云澳、青澳属福建漳州府。明万历四年（1576年），南澳首任副总兵白翰纪选址建南澳城，后由续任晏继芳续建而成。清康熙二十四年（1685年）升设总兵。清雍正十年（1732年），南澳设海防同知，置南澳厅。
民国元年（1912年），改南澳厅为南澳县，为南澳建县之始，直隶广东巡按使管辖。民国三年（1914年），云澳、青澳划归广东省，南澳结束长达三百余年的两省共管。抗日战争时期，1938年6月，南澳被日军占领，直至抗战胜利。
中华人民共和国成立后，1950年6月1日，成立南澳县人民政府，隶属广东省人民政府潮汕专员公署管辖。1952年，属粤东行政公署管辖，曾一度改称为澄海县南澳特区，但未获批。1956年11月16日，属汕头专区管辖。1958年11月，南澳县并入饶平县，成立饶平县南澳人民公社。1959年11月13日，恢复南澳县。1983年12月22日，汕头地区地市合并，地级汕头市成立，南澳县属汕头市管辖至今。 

## 地理
南澳县陆地总面积约为115平方公里，海域面积2360.48平方公里，主体为面积112平方公里的南澳岛以及其附属岛屿猎屿、案屿、官屿、塔屿、凤屿、狮仔屿、案仔屿等岛屿，其他主要岛屿还包括由赤仔屿、顶澎岛、旗尾岛、中澎岛、南澎岛和芹澎岛组成的南澎列岛，由乌屿、赤屿、白颈屿和平屿组成的勒门列岛。
南澳县一带岛屿地质构造多为海蚀低丘，岩石大部分属花岗岩，地质构成以断裂构造为主，主岛位于泉州—汕头地震带南端，附近海域曾多发生过强烈地震，比如1600年南澳大地震及1918年南澳大地震。
南澳县属亚热带海洋性气候，冬暖夏凉，四季温和，终年无霜冻，光热充足。年平均气温21.5℃，年均日照2,325.3小时。年平均降雨量1,372.5毫米，年均雾日12.1天。
| 南澳 (1981−2010)     | 南澳 (1981−2010) | 南澳 (1981−2010) | 南澳 (1981−2010) | 南澳 (1981−2010) | 南澳 (1981−2010) | 南澳 (1981−2010) | 南澳 (1981−2010) | 南澳 (1981−2010) | 南澳 (1981−2010) | 南澳 (1981−2010) | 南澳 (1981−2010) | 南澳 (1981−2010) | 南澳 (1981−2010) |
| 月份                 | 1月              | 2月              | 3月              | 4月              | 5月              | 6月              | 7月              | 8月              | 9月              | 10月             | 11月             | 12月             | 全年             |
| -------------------- | ---------------- | ---------------- | ---------------- | ---------------- | ---------------- | ---------------- | ---------------- | ---------------- | ---------------- | ---------------- | ---------------- | ---------------- | ---------------- |
| 历史最高温 °C（°F）  | 26.4 (79.5)      | 28.2 (82.8)      | 27.7 (81.9)      | 30.2 (86.4)      | 32.9 (91.2)      | 35.3 (95.5)      | 37.8 (100.0)     | 35.4 (95.7)      | 35.3 (95.5)      | 33.4 (92.1)      | 30.6 (87.1)      | 27.8 (82.0)      | 37.8 (100.0)     |
| 平均高温 °C（°F）    | 18.2 (64.8)      | 18.3 (64.9)      | 20.5 (68.9)      | 23.9 (75.0)      | 27.3 (81.1)      | 29.2 (84.6)      | 30.6 (87.1)      | 30.8 (87.4)      | 30.2 (86.4)      | 27.7 (81.9)      | 24.1 (75.4)      | 20.1 (68.2)      | 25.1 (77.1)      |
| 日均气温 °C（°F）    | 14.4 (57.9)      | 14.8 (58.6)      | 16.9 (62.4)      | 20.6 (69.1)      | 24.2 (75.6)      | 26.6 (79.9)      | 27.7 (81.9)      | 27.7 (81.9)      | 27.0 (80.6)      | 24.4 (75.9)      | 20.6 (69.1)      | 16.4 (61.5)      | 21.8 (71.2)      |
| 平均低温 °C（°F）    | 11.7 (53.1)      | 12.3 (54.1)      | 14.2 (57.6)      | 18.0 (64.4)      | 21.7 (71.1)      | 24.4 (75.9)      | 25.1 (77.2)      | 25.1 (77.2)      | 24.2 (75.6)      | 21.6 (70.9)      | 17.7 (63.9)      | 13.4 (56.1)      | 19.1 (66.4)      |
| 历史最低温 °C（°F）  | 3.4 (38.1)       | 5.5 (41.9)       | 4.4 (39.9)       | 8.1 (46.6)       | 14.3 (57.7)      | 16.9 (62.4)      | 21.9 (71.4)      | 22.0 (71.6)      | 18.0 (64.4)      | 12.9 (55.2)      | 6.9 (44.4)       | 2.5 (36.5)       | 2.5 (36.5)       |
| 平均降水量 mm（）    | 24.3 (0.96)      | 60.1 (2.37)      | 91.7 (3.61)      | 133.2 (5.24)     | 171.3 (6.74)     | 247.8 (9.76)     | 174.1 (6.85)     | 255.3 (10.05)    | 153.5 (6.04)     | 40.7 (1.60)      | 34.6 (1.36)      | 30.5 (1.20)      | 1,417.1 (55.78)  |
| 平均相對濕度（％）   | 73               | 76               | 78               | 80               | 83               | 87               | 86               | 85               | 78               | 70               | 70               | 70               | 78               |
| 来源：中国气象数据网 |                  |                  |                  |                  |                  |                  |                  |                  |                  |                  |                  |                  |                  |

## 经济
旅游业是南澳县的支柱产业，南澳县旅游资源丰富，是全国知名的滨海旅游度假区，拥有国家4A级旅游景区南澳岛生态旅游区，以及广东南澳海岛国家森林公园、广东南澳青澳湾国家级海洋公园、南澎列岛国家级自然保护区、广东南澳候鸟省级自然保护区等。著名景点包括青澳湾、深澳古镇、黄花山、总兵府、宋井、雄镇关、金银岛、叠石岩、屏山岩等。
在传统渔业及海水养殖业方面，南澳县是广东省最大的规模化牡蛎养殖基地以及藻类养殖基地，云澳镇的云澳国家中心渔港为粤东最大渔港之一。
由于南澳岛风力资源丰富，1988年，南澳县启动中国首个风力发电示范场项目。1999年，华能集团在此投资开发建设风力发电基地。南澳东半岛风电场年发电量可达1亿多千瓦时，是亚洲最大的海岛风电场。

## 文化

### 方言
南澳县通行属于闽南语系潮汕話的后宅话和云澳话，然而雲澳話在語音系統上因在明、清時期長期受漳州府管治影響，有較多閩南語泉漳話的特徵。
汕头大学副校长林伦伦曾经多次到南澳县进行方言考察，把后宅话和云澳话的音系和汕头话作对比，并把他的记录收集在《广东南澳岛方言语音词汇研究》一书里面。

## 行政区划
南澳县下辖3个镇：
后宅镇、云澳镇和深澳镇。
| 云澳鎮 深澳鎮 后宅鎮 |          |           |           |       |                |
| #                    | 镇       | 行政区域  | 面积(km²) | 人口  | 镇政府驻地     |
|                      | 后宅镇   | 3社区15村 | 43.15     | 43215 | 育新路8号      |
|                      | 深澳镇   | 1社区7村  | 43.67     | 9063  | 大衙口         |
|                      | 云澳镇   | 1社区11村 | 24        | 18038 | 台湾街3号      |
| 全县合计             | 全县合计 | 5社区33村 | 110.82    | 73046 | 后宅镇隆澳新街 |

## 人口
據統計，2021年南澳縣常住人口為64585人，民族以漢族為主。
截至2022年末，南澳縣户籍總人口75489人，比上年下降0.6%。2022年常住人口64153人，比上年下降0.7%。

## 交通

### 公路
- 539国道， 336省道
- 南澳大桥

## 其他

### 健康问题
南澳岛一直是高发区。其原因一直未找到，成为困扰当地居民的一个问题。

### 特产
南澳牡蛎：中国地理标志产品。